# Fagne (région naturelle)
Pour les articles homonymes, voir Fagne.

Localisation de la Fagne

La Fagne est une région naturelle de Belgique, qui fait partie de l'ensemble plus vaste, que l'on appelle Fagne-Famenne. À ne pas confondre avec les Hautes-Fagnes.

## Étymologie
Fagne est issu du wallon fagne « terrain marécageux ». Ce terme dérive de l'ancien bas-francique *fanja « boue » (mot apparenté à fange). 
Le nom commun fagne et les Hautes Fagnes (autre région naturelle de l'est de la Belgique) ont la même origine.

## Géographie
La Fagne est une région transfrontalière de Belgique et de France qui s'étend en Wallonie à cheval sur le sud des provinces de Namur et de Hainaut, et qui pénètre également dans le Nord de la France, en Avesnois. Elle correspond à la bordure occidentale du massif des Ardennes. La Fagne et la Famenne sont séparées par la Meuse et la Fagne se trouve à l'ouest de ce fleuve.
Philippeville en est la capitale régionale. Quelques localités comme Couvin, Cerfontaine, Boussu-en-Fagne, Sivry, Rance, Trélon et Solre-le-Château appartiennent à cette région. La commune de Wallers-Trélon a d'ailleurs été rebaptisée Wallers-en-Fagne en août 2007.
La Fagne est bordée au sud par la Calestienne qui est parfois considérée comme une sous-région de la Fagne bien que son sous-sol soit d'origine et d'époque différentes. La Fagne (comme la Famenne) est constituée principalement de schistes formés lors du dévonien supérieur alors que la Calestienne est composée de calcaires issus du dévonien moyen.